# 쉽 컴스 인
쉽 컴스 인(A Ship Comes In)은 미국에서 제작된 윌리엄 K. 하워드 감독의 1928년 영화이다. 루이즈 드레서 등이 주연으로 출연하였다.

## 출연

### 주연
- 루이즈 드레서

### 조연
- 프리츠 펠드

## 제작진
- 미술: 앤턴 그롯
- 의상: 아드리안